# ФК Напредок Кичево
ФК Напредок Кичево је фудбалски клуб из Кичева у Северној Македонији, који тренутно игра у Трећој лиги Македоније.
Клуб је основан 1928. годинеа, под именом Јадран, а после Другог светског рата зове се Јанчица. Од1952. године клуб добија данашње име ФК Напредок.
Клуб није имао значајнијег успеха, осим финала Купа Македоније у сезони 2003/04. у којем је поражен од Слоге Југомагната.
Утакмице игра на Градском стадиону у Кичеву који има капацитет од 6.000 гледалаца. Клупска боја је плаво бела.

## Успеси
- Куп Македоније
  - Финалиста (1): 2003/04.